# Amtrak-Kriege
Die Amtrak-Kriege (The Amtrak Wars) bilden einen sechsbändigen Science-Fiction-Zyklus des englischen Autors Patrick Tilley. Die Bände erschienen von 1982 bis 1993 im englischen Original, seit 1990 in deutscher Übersetzung von Ronald M. Hahn im Heyne Verlag.

## Titel der Bände
- Wolkenkrieger (Cloud Warrior, 1983)
- Erste Familie (First Family, 1985)
- Eisenmeister (Iron Master, 1987)
- Blutiger Fluß (Blood River, 1988)
- Todbringer (Death-Bringer, 1989)
- Erdendonner (Earth-Thunder, 1993)

## Inhalt
Gepaart mit Elementen der Fantasy wird ein Szenario entworfen, das Jahrhunderte nach einem im Jahr 2015 stattfindenden Atomkrieg auf der Erde einsetzt. Äußerlich entstellte Präriemutanten und unterirdische Zentren der übriggebliebenen US-amerikanischen Zivilisation werden in ihrem Überlebenskampf in Nordamerika beschrieben. Dabei spielen schwerbewaffnete, durch Leichtflugzeuge zusätzlich gesicherte Überlandzüge eine zentrale Rolle. Diese über 150 m langen „Züge“ stehen in der historischen Tradition von Eisenbahnen und Trecks und wurden nach der heutigen US-Eisenbahngesellschaft Amtrak benannt, sind aber geländegängig und fahren daher auf Gummireifen.
Ähnlich wie bei vielen erfolgreichen Zyklen des Genres oder bei Harry Potter geht es auch in dieser Reihe letztlich um das „göttliche Kind“, das für die Welt leidet und die Welt durch und mit seinem Leid letztlich befreit bzw. theologisch gewendet „erlöst“. Im Zyklus der Amtrak-Kriege wird die Geburt dieses Kindes mit übernatürlichen Kräften (Dreifachbegabung: Rufer, Seher und Wortschmied) über Jahrhunderte hinweg an den Lagerfeuern vorhergesagt. Letztendlich erfüllt sich, allerdings zu einem sehr hohen Preis, die Prophezeiung, wobei unklar bleibt, wer genau nun Talisman ist.
Eine Regenbogengras genannte Droge spielt ebenfalls eine gewichtige Rolle im Buch.

### Band 1 (Wolkenkrieger)
Zu Beginn dieses Buches werden der junge Mutant Cadillac M'Call, seine Gefährtin Clearwater – äußerlich sind beide nicht als Mutanten erkennbar – und beider Weltanschauung vorgestellt. Dazu gehören die Talisman-Prophezeiung, der zufolge ein Auserwählter namens Talisman auftauchen wird, um die Föderation zu zerstören und die Mutanten zur Herrschaft über die Welt zu führen. Cadillacs Status als angehender Wortschmied, sein Wunsch nach Anerkennung als Krieger und seine Liebe zu Clearwater, die ihre Gabe als Ruferin erkennt, kommen ebenfalls zur Sprache. Zeitgleich, im Jahr 2989 n. Chr., wechselt die Geschichte zum frischgebackenen Amtrak-Piloten Steve Roosevelt Brickman. Dieser wird zum Wagenzug Louisiana Lady versetzt, der nach einer Versorgungsfahrt zum ersten Mal einen Großangriff auf die Präriemutanten unternimmt. Der Wagenzug wird dank des Einsatzes von Magie zum Rückzug gezwungen. Dabei wird Steve abgeschossen, aber nicht getötet. Das verdankt er einer Vision von Cadillacs Mentor Mr. Snow, dem Wortschmied und Rufer des Clans, der zufolge Steve bei der Erfüllung der Talisman-Prophezeiung eine wichtige Rolle spielen wird. Steve knüpft ein Band des gegenseitigen Respekts mit Cadillac und Mr. Snow und beginnt, die Mutanten zu bewundern und zu respektieren. Als er Clearwater kennenlernt, verliebt er sich in sie und umwirbt sie erfolgreich. Steve erkennt die Lücken in seinem von der Ersten Familie indoktrinierten Weltbild. Dennoch baut er einen Hängegleiter. Dabei gelingt es Cadillac mit Hilfe von Wortschmiedmagie, sich Steves technisches Wissen anzueignen. Kurz vor seiner Flucht zurück zur Föderation schläft er mit Clearwater, die ihm hilft und durch Einsatz ihrer Magie den eifersüchtigen Motor-Head tötet. Das Buch endet damit, dass Mr. Snow Cadillac und Clearwater mitteilt, dass sie beide eine Rolle bei der Erfüllung der Prophezeiung spielen werden.

### Band 2 (Erste Familie)
Nach mehreren Tagen Flug erreicht Steve einen Außenposten der Föderation. Dort wird er als mutmaßlicher Verräter gefangen genommen und verhört. Im Verlauf der Untersuchung kann er seine geschönte Version der Ereignisse glaubhaft vermitteln. Dennoch wird er zu niederen Tätigkeiten verdonnert. Schließlich ermöglicht ein vermeintlicher Freund, tatsächlich ein Geheimagent der AMEXICO (AMtrak EXecutive Intelligence COmmandoes), des streng geheimen Nachrichtendienstes der Föderation, ein Treffen mit seiner Schwester Roz. Dabei kommt es durch den Einsatz von Regenbogengras zu Sex zwischen beiden, was von der AMEXICO aufgezeichnet wird. Nachdem beide unbemerkt betäubt wurden, wird bei Steve verdeckt eine Wahrheitsdroge eingesetzt, so dass er alle seine Erlebnisse und Einstellungen kundtut. Daran erinnert er sich nach dem Aufwachen jedoch nicht mehr. Steve muss weiter Abwasserrohre reinigen und reparieren, so dass er schließlich das Angebot von General Karlström, AMEXICO-Agent zu werden, annimmt. Sein Auftrag lautet, Cadillac, Clearwater und Mr. Snow zu fangen bzw. zu töten. Dazu wird er in der Folgezeit entsprechend ausgebildet, zudem werden für seine Tarnung vorbereitende Aktivitäten an der Erdoberfläche durchgeführt. Kurz nachdem er im Operationsgebiet abgesetzt wurde, wird er von einer Gruppe von Renegaten angegriffen und seiner Ausrüstung beraubt. Er wird von Mr. Snow und dessen Stamm gefunden und ohne Probleme wieder aufgenommen, die die Renegaten gefangen und mitnehmen. Die Gruppe von AMEXICO-Agenten, die zu Steves Unterstützung an die Oberfläche entsandt wurde, wird aufgrund eigener Unvorsichtigkeit von den M'Calls entdeckt und ausgelöscht. Steve erfährt, dass Cadillac und Clearwater vom Clan nach Norden in das Land der geheimnisvollen, mit Schiffen anreisenden Eisenmeister geschickt wurden, um diesen Bau und Nutzung der Fluggleiter beizubringen. Dabei gibt sich Cadillac als Steve aus, während Clearwater ihn als seine Beschützerin begleitet hat. Beide werden vom Clan im Rahmen des jährlichen Handelstreffens aller Präriemutantenclans mit den Eisenmeistern zurück erwartet. Bei diesen Treffen werden Nahrungsmittel, Felle und andere Erzeugnisse der Mutanten sowie Gefangene bzw. Freiwillige gegen Eisenprodukte (Armbrüste, Bolzen dafür, Küchen- und landwirtschaftliche Geräte) getauscht. Steve begleitet den M'Call-Clan zum Handelsposten, wo die Eisenmeister wegen des hohen Wertes, den sie Cadillacs Fähigkeiten zum Bau von Fluggeräten beimessen, sogar Gewehre samt Munition anbieten. Zudem erfährt der Clan, dass Cadillac nicht mehr zum Stamm zurückkehren will. Entgegen der bisherigen Gepflogenheiten wird Mr. Snow zusammen mit zwei Häuptlingen seines Stammes an Bord eines der Schiffe eingeladen, wo er dies nach einem ausführlichen Bad und neu gekleidet im Beisein des Ober-Eisenmeisters von Clearwater bestätigt bekommt. Währenddessen schwimmt Steve zu einem der anderen Heckraddampfer und gelangt über die Kolbenstangenführung ins Schiffsinnere.

### Band 3 (Eisenmeister)
Zu Beginn dieses Bandes wird der Eisenmeister Toshiro Hase-Gawa näher gebracht. Er ist einer der Herolde des Inneren Hofes und Geheimagent seines Shoguns. Da Mutanten angeblich Analphabeten und dumm sind, stellt Cadillac als Steve getarnt im Rahmen eines Waffen- und Geheimdienstaustauschs Aufklärungsgleiter für die Eisenmeister her. Doch die Ankunft von Steve, Cadillac und Clearwater hat für internen Aufruhr unter den Eisenmeistern gesorgt, Steve erhält einige Angebote. Er erklärt sich bereit, Cadillac mit den Gleitern zu helfen, im Gegenzug dazu soll sie Toshiro am Ende alle aus dem Land bringen. Toshiro bringt Steve dann dazu, einen der siebzehn Daimyos zu töten. Daraufhin fliehen sie mit zwei anderen Deserteuren aus der Föderation zu einer geheimen Aufklärungsstation der AMEXICO, wo sie ein Transportmittel stehlen und zurück nach Wyoming fliegen. Doch auch dies erfolgt unter den Augen der Ersten Familie, einer der Ausreißer ist ein Spion.

### Band 4 (Blutiger Fluß)
Auf ihrem Rückweg zum M'Call-Clan erleben Steve, Cadillac und Clearwater Höhen und Tiefen. Dabei entkommen sie sowohl den Klauen der Eisenmeister als auch den getarnt agierenden Killertruppen der Föderation, die die Oberfläche von Renegaten und Deserteuren befreien sollen. Clearwater wird schließlich schwer verletzt, so dass nur die Medizin der Föderation sie retten kann. Daher nutzt Steve seine Identität als Geheimagent der Föderation, um für ihre Behandlung zu sorgen.

### Band 5 (Todbringer)
Clearwater soll von der Ersten Familie als Köder benutz werden, um Cadillac und Mr. Snow zu fangen und den M'Call-Clan zu vernichten. Bei diesem Plan muss Steve seine Doppelrolle als loyaler Agent der Föderation und als Blutsbruder der Präriebewohner fortsetzen. In einer großen Schlacht werden Mr. Snow und der Clan bis auf Cadillac getötet. Steve kehrt zur Föderation zurück, um sich um Clearwater zu kümmern, während Roz von der Föderation flieht und sich Cadillac anschließt.

### Band 6 (Erdendonner)
Weil der „Große Berg im Westen zum Himmel mit einer Flammenzunge spricht“, steht die Erfüllung der Talisman-Prophezeiung kurz bevor. Bei Clearwater in einem Krankenhaus der Föderation setzen die Wehen ein, und Roz empfängt von Cadillac ein Kind. Die Erste Familie feiert die vermeintliche Ergreifung des Talismans, dabei bleibt unklar, welches Kind das wirklich Auserwählte ist, oder sind gar beide Teil der Prophezeiung?

## Volksgruppen
Es gibt drei Volksgruppen, die in den Büchern eine Rolle spielen:

### Die Amtrak-Föderation
Die Mitglieder der Amtrak-Föderation sind Nachkommen der 518 Personen (später in Anlehnung an einen Treck aus der Wildwestzeit auf 400 reduziert), die in einer großen Bunkeranlage unter Houston, der ehemaligen Hauptstadt von Texas, einen Atomkrieg überlebten. Dort waren sie mutmaßlich für die Bedienung und Wartung der Großrechenanlage COLUMBUS zuständig. Dieser funktioniert nach wie vor, wobei die Zugriffsrechte abgestuft und in der Regel stark eingeschränkt sind. Von der Bunkeranlage aus hat sich die Föderation in weitere unterirdische Städte ausgebreitet. Diese sind untereinander in der Regel durch unterirdische Hochgeschwindigkeits-Einschienenbahnen verbunden. Zu Beginn der Erzählung verteilt sich die Föderation im Süden der heutigen USA ungefähr von Arizona und Colorado bis Mississippi. Geleitet wird die Föderation von der Ersten Familie, deren Mitglieder sämtlich nach ehemaligen Präsidenten der untergegangenen Vereinigten Staaten benannt sind (beispielsweise „Franklin Delano Roosevelt Jefferson“). Der Nachname aller Mitglieder lautet Jefferson. Der Anführer dieser Gruppe, genannt General-Präsident, trägt immer den Namen „George Washington Jefferson“. Die Föderation vermehrt sich inzwischen durch künstliche Befruchtung mit dem Sperma des General-Präsidenten. Jedes Kind hat statt Eltern Wächter-Mutter und -Vater. Ein Kontakt zur Oberwelt oder gar der Aufenthalt dort gilt als gefährlich, obwohl die Strahlung längst nicht mehr tödlich ist. Normale Amtrak-Mitglieder sterben spätestens in ihren Vierzigern, lediglich Mitglieder der Ersten Familie werden mindestens 20 Jahre älter. Das offizielle Ziel der faschistisch geprägten Föderation ist es, die Zivilisation zu retten und auf die Oberfläche zurückzukehren. Allerdings scheint es inzwischen eher darum zu gehen, die Erste Familie an der Macht zu halten. Das Leben innerhalb der Föderation ist stark reglementiert, bereits kleine Verstöße gegen das „Handbuch“, den dort geltenden Gesetzestext, können mit dem Tode bestraft werden. Deswegen fliehen immer wieder Menschen an die Oberfläche, diese werden als Renegaten bezeichnet. Die Wagenzüge dienen der oberirdischen Verbindung der Städte und Außenposten untereinander und sind Speerspitze, Luftfahrzeugträger und mobile Hauptquartiere der Kampfeinheiten, die sich selbst als Wagner bezeichnen. Zumindest für diese, wahrscheinlich aber für die gesamte Volksgruppe wurden die Sieben Großen Tugenden (Ehrlichkeit, Treue, Disziplin, Hingabe, Mut, Intelligenz, Geschicklichkeit) eingeführt. Das technische Niveau entspricht in etwa (wieder) dem Stand der 1980er-Jahre, als die Bücher geschrieben wurden, und übertrifft damit die der anderen Gruppierungen bei weitem. Die Mutanten nennen sie Sandgräber. Die AMEXICO, der leistungsfähige Geheimdienst der Föderation, unterhält u. a. geheime Notfallbasen auch in den Gebieten der Präriemutanten und der Eisenmeister. Zudem werden deren Gebiete regelmäßig überflogen, um für den Funkkontakt mit abgesetzten Agenten zu sorgen, die dort undercover, getarnt als Renegaten oder gar Mutanten, arbeiten.

### Die Mutanten
Die Mutanten sind Nachkommen der US-Amerikaner, die den Atomkrieg (Krieg der 1.000 sonnen) außerhalb des Bunkers bei Houston überlebten. Sie leben an der Oberfläche und ähneln kulturell den Indianern Nordamerikas. Dementsprechend sind sie in verschiedene Stämme aufgeteilt, die nach ehemaligen Städten und Gebieten der USA benannt sind. Die Stämme wiederum untergliedern sich in Clans. Der in den Büchern wichtigste Stamm sind die She-Kargo (Chicago), deren Feinde die D'Troit (Detroit) sind. Da die meisten Angehörigen der Mutanten im Laufe der Jahrzehnte durch die Strahlung äußerlich mutiert sind (u. a. Beulen, gefleckte Haut, sechs Finger), werden sie von der Föderation als Untermenschen betrachtet, die es nicht wert sind, frei zu leben. Daher (und weil sie nach der Überlieferung verantwortlich sind für den Atomkrieg) eignen sie sich hervorragend als Feindbild der Föderation und werden mit Angriffen durch die Wagenzüge unterjocht oder ausgerottet. Allerdings gibt es immer wieder einzelne, meist weibliche Personen unter den Mutanten, die sich optisch nicht von Mitgliedern der Föderation unterscheiden lassen. Die Mutanten bewohnen fast das gesamte Gebiet der USA mit Ausnahme des Gebiets der Eisenmeister, wobei sie im Gebiet der Föderation von dieser unterjocht und zu Tributen verpflichtet sind. Da sie keine einheitliche Führung besitzen, kann man auch nie wissen, wie sich einzelne Stämme verhalten werden, was sie relativ unberechenbar macht. Die einzige Zeit des Friedens ist der Frühling, in dem sich die Mutanten mit den Eisenmeistern zum Handeln treffen. Hier tauschen sie Felle oder auch Sklaven, die sich entweder freiwillig aus ihren Reihen melden oder aus gefangenen Renegaten bestehen, gegen Waffen und Geräte ein. Gleichzeitig handeln die Mutanten aber auch mit den Renegaten.

### Die Eisenmeister
Die Eisenmeister, die sich selbst die Söhne Ne-Issans nennen, sind eine bis zum Ende des zweiten Bandes sehr geheimnisvolle Gruppe, die zum Handeln einmal im Jahr mit Raddampfern am Oberen See eintrifft. Sie bieten Waffen und landwirtschaftliche Gerätschaften aus Eisen. Die Eisenmeister leben in den ehemaligen Neuengland-Staaten in einem Regierungssystem, das dem Shogunat des Japans im 17. Jahrhundert vor der Meiji-Restauration entspricht. Ihr oberster Herr ist der Shogun, der aus einer der großen Familien stammt, die nach heute bestehenden japanischen und koreanischen Firmen benannt sind. Offenbar stammen die Eisenmeister von Angestellten der großen japanischen Firmen ab, die sich mit Flüchtlingen aus Asien zusammengetan haben. Den Eisenmeistern ist bekannt, dass sie nicht aus den USA stammen, dennoch bezeichnen sie ihre Heimat als „Land der aufgehenden Sonne“. Alle Asiaten sind in Ne-Issan zwar willkommen, ihr Ständesystem orientiert sich jedoch an der Entfernung des jeweiligen Volkes vom Fuji, was den Japanern den obersten Rang zuspricht. Technisch gesehen sind sie etwa auf dem Stand des 19. Jahrhunderts, so benutzen sie dampfgetriebene Schiffe und verwenden Schusswaffen. Sie streben zwar die Entwicklung des Flugzeuges an, haben aber gleichzeitig ein selbst auferlegtes Verbot, Elektrizität zu verwenden. Diese betrachten sie als Beginn der Entwicklung, die letztendlich zur Atombombe geführt hat. Auch daher bleibt das Fliegen für sie eher unerreichbar, obwohl es ihnen gelingt, mit Raketen-Boostern bestückte Segelflieger zu entwickeln. Diese werden allerdings in einem Sabotageakt vernichtet.

## Hauptpersonen

### Steve Roosevelt Brickman
Er ist 18 Jahre alt und aufgrund seiner latenten telepathischen Fähigkeiten ein begnadeter Pilot. Aufgrund einer Weisung der Ersten Familie wird ihm aber die Position als Jahrgangsbester verweigert. Nach der Pilotenausbildung wird er zum Wagenzug Louisiana Lady versetzt, dort beim Angriff auf die Präriemutanten abgeschossen und von diesen aufgrund einer Weissagung Mr. Snows Wolkenkrieger genannt und nicht getötet. Dort verliebt er sich in die Mutantin Clearwater; und freundet sich mit Mr. Snow und Cadillac an, obwohl er mit letzterem ständig streitet. Am Ende des 1. Bandes flieht Steve, nachdem er mit Clearwater geschlafen hat, mit einem selbstgebauten Hängegleiter zurück zur Föderation, wo er erniedrigt und zum Geheimagenten gemacht wird. Sein Auftrag ist es, Mr. Snow und Cadillac zu entführen. Bei dessen Ausführung gerät er immer wieder in Konflikt zwischen seiner Bewunderung für die Mutanten samt ihrer Lebensweise und seiner anerzogenen Loyalität zur Föderation. Steve beginnt, die Mutanten als Gleichberechtigte zu betrachten. Er kann zuerst unbewusst, später gezielt telepathischen Kontakt mit seiner Schwester Roz aufzunehmen. In den Büchern wird vermutet, dass er, wenn er sich öffnen würde, Zugang zu ähnlichen Fähigkeiten wie Roz hätte. Er kann es mit der Geschwindigkeit und der Laufausdauer der Mutanten aufnehmen.

### Cadillac M'Call
Er ist ebenfalls 18 Jahre alt und Seher sowie angehender Wortschmied seines Clans. Sein menschliches Aussehen tarnt er insbesondere durch die fleckige Bemalung seiner Haut. Er ist mutig, sein Strebens nach Macht und Ansehen verleitet ihn aber immer wieder zu unvernünftigen Aktionen. Aufgrund seiner Fähigkeiten kann er Steve sehr schnell dessen Kenntnisse, u. a. hinsichtlich des Baus und der Bedienung von Fluggeräten, abluchsen und in Band 2 an die Eisenmeister weitergeben. Dort verfällt er allerdings zeitweise dem Sake, was seine negativen Charaktereigenschaften stärker hervortreten lässt und ihn seiner Fähigkeiten als Seher beraubt. Später geht er eine Beziehung mit Roz ein und wird in Band 6 Vater von deren Kind.

### Clearwater
Sie ist eine 16 Jahre alte, blauäugige Mutantin mit menschlichem Aussehen und zudem eine erfahrene Nahkämpferin. Am Anfang des 1. Bandes entdeckt sie ihre Gabe als Ruferin (3. Kreis). Da sie Cadillac versprochen ist, wird sie vor Steve versteckt. Als dieser sie dennoch sieht, verlieben sie sich ineinander, kurz vor seiner Flucht zurück zur Föderation in Band 1 wird sie von Steve geschwängert. Als sie in Band 4 schwer verletzt wird, bringt Steve sie in ein Föderationskrankenhaus, wo sie in Band 6 auch ihr gemeinsames Kind gebiert.

### Mr. Snow
Er ist der weise alte Wortschmied und Rufer des M'Call-Clans sowie Mentor Cadillacs. Er kann die Himmelsstimmen hören und hat einen guten Sinn für Humor sowie eine große Zuneigung zu Steve. Er stirbt zusammen mit dem Großteil des Clans in Band 5.

### Roz Brickman
Sie ist 15 Jahre alt und die leibliche Schwester von Steve. Zwischen den beiden besteht eine starke telepathische Verbindung, die so weit geht, dass Roz' Körper, wenn Steve verletzt wird oder unter großem Stress steht, in ähnlicher Weise beeinflusst wird. Allerdings verschwinden diese psychosomatischen Verwundungen innerhalb von Stunden, ohne Spuren zu hinterlassen. Als ihre telepathische Verbindung zu Steve entdeckt wird, muss sie auf Geheiß der Ersten Familie ihre Medizinstudium aufgeben. Roz entwickelt schließlich die Fähigkeit, in den Köpfen anderer Menschen Illusionen zu erzeugen, die von der Realität nicht zu unterscheiden sind. In Band 6 verlässt sie die Föderation, um mit Cadillac zusammenzuleben und dessen Kind auszutragen.

## Besondere Fähigkeiten der Mutanten
Es gibt mindestens drei besondere Begabungen bei den Mutanten, von denen zwei auf magischen Fähigkeiten beruhen. Unklar ist, ob das Vernehmen der Himmelsstimmen eine gesonderte Fähigkeit ist oder mit der des Wortschmieds einhergeht.

### Wortschmiede
Diese intelligenten Mutanten verfügen über ein eidetisches Gedächtnis und können sich im Gegensatz zu ihren Stammesgenossen Geschichte und Geschichten merken, die mangels Schriftkenntnissen mündlich überliefert werden. Die Wortschmiede sind damit sozusagen das Archiv und Gedächtnis des Clans und zudem Hüter der Talisman-Prophezeiung. Sie sind hoch geschätzt und spielen eine führende Rolle in den Angelegenheiten ihres Clans, da auch nicht jeder Clan über einen eigenen Wortschmied verfügt. Die genaue Zahl ist nicht bekannt. Ergänzende Fähigkeiten sind möglich, so verfügt z. B. Cadillac über telepathische Fähigkeiten, weshalb er sich Steves Wissen und Kenntnisse mühelos aneignen, aber auch Sprache und Schrift der Eisenmeister lernen kann. 

### Seher
Seher sind in der Lage, Abschnitte in der Zukunft und der Vergangenheit zu sehen, indem sie sich in Trance versetzen und besondere Steine lesen. Dabei sind die Ereignisse, die sie sehen können, in der Regel mit dem Fundort des Steins verbunden. Während diese eher seltenen Steine für alle anderen wie normale Steine aussehen, scheinen sie für die Seher, sofern sie nicht Alkohol zu sich zu nehmen, zu leuchten.

### Rufer
Rufer sind grundsätzlich in der Lage, das Wetter und die Erde zu kontrollieren. Damit können sie starke Stürme erzeugen, Blitze herbeirufen und sogar Erdbeben auslösen. Zudem können sie auch Gegenstände telekinetisch bewegen und den Geist anderer Menschen beeinflussen, indem sie diese entweder direkt kontrollieren oder ihnen hypnotische Triebe einpflanzen, denen der Betroffene gezwungenermaßen folgt. Weitere Fähigkeiten sind, sich durch eine Lichtwand vor Projektilangriffen schützen, den Ort und den Grad von Verletzungen einer Person zu erkennen und mit Tieren zu kommunizieren. Insgesamt gibt es hinsichtlich der Fähigkeiten neun Kreise der Macht, wobei Mr. Snow zum 7. und Clearwater nur zum 3. Kreis gehört. Der Einsatz der Fähigkeiten ist je nach Umfang der hervorgerufenen Ergebnisse kräftezehrend, weshalb ein fortgesetzter Einsatz dieser magischen Fähigkeiten nicht möglich ist bzw. zum Tod des Rufers führen würde.

## Fortsetzung
Der letzte veröffentlichte Band endet mit einem Cliffhanger. Zwei der Hauptfiguren (Mr. Snow, Steve) werden getötet, eine der drei Hauptzivilisationen in einen Bürgerkrieg gestürzt und zwei Kinder geboren, die beide Talisman sein könnten. Allerdings sind seit 1990 keine weiteren Bände der Serie erschienen.
In einem Brief vom 26. August 1991 bestätigte der Autor, dass sowohl die Fans als auch die Verleger die Veröffentlichung weiterer Romane der Reihe wünschten und er die Angelegenheit weiterverfolge, allerdings nur, wenn er sie „gut genug“ machen könne. Gerüchten zufolge sollten weitere Romane der Reihe in Arbeit sein, 1999 wurde ein siebter Band von mehreren Websites angekündigt. Gerüchte aus dem Jahr 2001 nannten Ghost Rider als Titel des Bandes 7, und dass der am Ende von Band 6 umgekommene Steve doch überlebt habe.
Im Jahr 2007 deutete Patrick Tilley erneut an, dass er die Serie mit zumindest drei Bänden fortsetzen wolle. Erschienen sind diese bisher jedoch nicht, und Tilley starb bereits am 25. Mai 2020.